# Balocha nacreatus
Balocha nacreatus är en insektsart som beskrevs av Baker 1915. Balocha nacreatus ingår i släktet Balocha och familjen dvärgstritar. Inga underarter finns listade i Catalogue of Life.